# Hymenophyllum deplanchei
Hymenophyllum deplanchei là một loài dương xỉ trong họ Hymenophyllaceae. Loài này được Mett. mô tả khoa học đầu tiên.
Danh pháp khoa học của loài này chưa được làm sáng tỏ. 